# セルカークシャー統監
セルカークシャー統監（セルカークシャーとうかん、英語: Lord Lieutenant of Selkirkshire）は、イギリスの官職。統監の1つで、セルカークシャーを担当する。1789年に勃発したフランス革命がヨーロッパ諸国に飛び火するとともに1792年にはスコットランド各地で暴動がおこり、地方政府の対応に不満を感じたイギリス政府は1794年にイングランドの統監職をスコットランドでも常設職として設立した。1973年地方政府（スコットランド）法でスコットランドの地方自治体再編が行われ、再編に伴う1975年統監令（The Lord-Lieutenants Order 1975）により管轄地域が拡大されエトリック・アンド・ローダーデイル統監となった。

## 一覧
- 1794年3月17日 – 1797年：ダルキース伯爵チャールズ・モンタギュー＝スコット[3]
- 1797年11月17日 – 1823年8月1日：第8代ネイピア卿フランシス・ネイピア[3]
- 1823年8月25日 – 1845年10月30日：第2代ボートンのモンタギュー男爵ヘンリー・モンタギュー＝スコット[3]
- 1845年12月5日 – 1867年8月16日：第7代ポルワース卿ヘンリー・ヘップバーン＝スコット（英語版）[3]
- 1867年11月15日 – 1878年3月15日：アラン・エリオット＝ロックハート（英語版）[3]
- 1878年5月2日 – 1919年：第8代ポルワース卿ウォルター・ヘップバーン＝スコット[3]
- 1919年6月6日 – 1948年6月26日：チャールズ・ヘンリー・スコット・プラマー[3]
- 1948年9月13日 – 1958年：初代準男爵サー・サミュエル・ストラング・スティール（英語版）[3]
- 1958年2月16日 – 1975年：サー・エドワード・マイケル・コノリー・アベル・スミス（英語版）[3]
- 1975年3月16日 – 1975年3月19日：第9代バクルー公爵ジョン・スコット（英語版）[2][3]
  - エトリック・アンド・ローダーデイル統監として続投[2]